# Maraenobiotus insignipes
Maraenobiotus insignipes är en kräftdjursart som först beskrevs av Wilhelm Lilljeborg 1902.  Maraenobiotus insignipes ingår i släktet Maraenobiotus och familjen Canthocamptidae. Inga underarter finns listade i Catalogue of Life.